# چنگ یو-تانگ
چنگ یو-تانگ (انگلیسی: Cheng Yu-tung؛ زادهٔ ۲۶ اوت ۱۹۲۵) کارآفرین، بازرگان، سرمایه‌دار و مدیر ارشد اجرایی هنگ کنگی است، که در حال حاضر به‌عنوان رئیس هیئت مدیره شرکت نیو ورلد دیولاپمنت فعالیت می‌کند. وی در ماه مارس ۲۰۱۵ با دارایی خالص ۱۴٫۴ میلیارد دلار، از سوی مجله فوربز در رتبه چهارم از ثروتمندترین افراد هنگ کنگ و رتبه ۷۱ از فهرست ثروتمندترین افراد جهان قرار گرفت.